# 루이지 콜라니
루이지 콜라니(Luigi Colani, 1928년 8월 2일 ~ 2019년 9월 16일)는 독일 베를린 태생의 스위스 국적을 가진 산업 디자이너이다. 자연에서 영감을 얻은 곡선이 녹아들어가 있는 바이오 디자인(Bio Design)이 그의 디자인의 특징이다. 항공역학을 바탕으로 제품 디자인, 환경 디자인, 인테리어 디자인, 패션 디자인 등 거의 모든 디자인 영역에서 활발하게 활동하였다.

## 생애 초반
루이지 콜라니의 아버지는 이탈리아 출신의 스위스 사람이었고, 베를린에서 영화세트 디자이너로 일했다. 어머니는 폴란드 출신의 배우였다.
그는 15세 때 베를린 미술학교에 들어가 본격적인 미술교육을 받는다. 4년간 공부한 회화와 조각을 통해 3차원적 사고와 드로잉 능력을 다져 이후 그의 디자인 세계를 구축하는 밑바탕이 된다.
19세에는 자동차 디자인을 하고자 프랑스로 건너가 프로팍(Propag)이라는 사무실에서 일했다. 이는 그의 엔지니어적 역량을 쌓는 중요한 전환점이 된다. 그는 이 사무실에서 잡지 편집과 자동차 디자인을 하기 위해서는 공기역학에 대한 지식이 필요하다는 것을 느끼고 파리대학교 공과대학에 입학해 공기역학에 대한 지식과 엔지니어적 역량을 쌓았다.

## 디자인 신념
소품에 지나지 않는 안경부터 거대한 항공기에 이르기까지 산업 분야 전반에 걸쳐 활약하고 있는 루이지 콜라니의 디자인은 생명체 특유의 곡선미와 역동적 속성이 도드라진 미래지향적 작품들이 대부분이다.
엔지니어로서 그는 디자인을 두 가지 방식으로 풀어나갔다. 첫 번째는 프랑스 파리 소르본 대학교에서 공부한 공기역학이고 두 번째는 인체공학이다.
루이지 콜라니의 공학적인 접근법은 과학적이고 공학적인 문제를 푸는 과정에서 나온 결과물인 것 같으나 이는 결과적으로 자연이라는 하나의 점으로 수렴한다. 자신의 디자인을 자연에 일치시키기 위해 공학적인 내용을 그 도구로써 이용한 것이다.

## 작품 세계
- 1957년 콜라니 알파
- 1958년 경주용 쌍동 보트
- 1959년 모노코크 스포츠카
- 1960년 조립식 자동차
- 1966년 스포츠 쿠페
- 1973년 로젠탈 찻주전자 '낙하'
- 1981년 콜라니 2CV
- 1985년 60미터짜리 큰 방
- 1986년 캐논 T-90
- 1987년 독일 펠리칸 펜
- 1987년 일본 마쯔다 자동차
- 1989년 소니 헤드폰
- 1990년 스위스 항공 유니폼
- 1992년 시코스 컴퓨터 마우스
- 1994년 콜라니 보비스 하이스크린 컴퓨터
보비스 하이스크린 컴퓨터
- 1996년 바이오시티
- 1996년 그랄 사무용 가구
- 1997년 쉼멜 피아노
- 1998년 카롤리넨 물병
- 1999년 쿠쉬 플러스 가구
- 1999년 두사르 신형 샤워 시설
- 2001년 카스트롤 콜라니 달력
- 2001년 시걸 사진기
- 2001년 시걸 신형 현미경

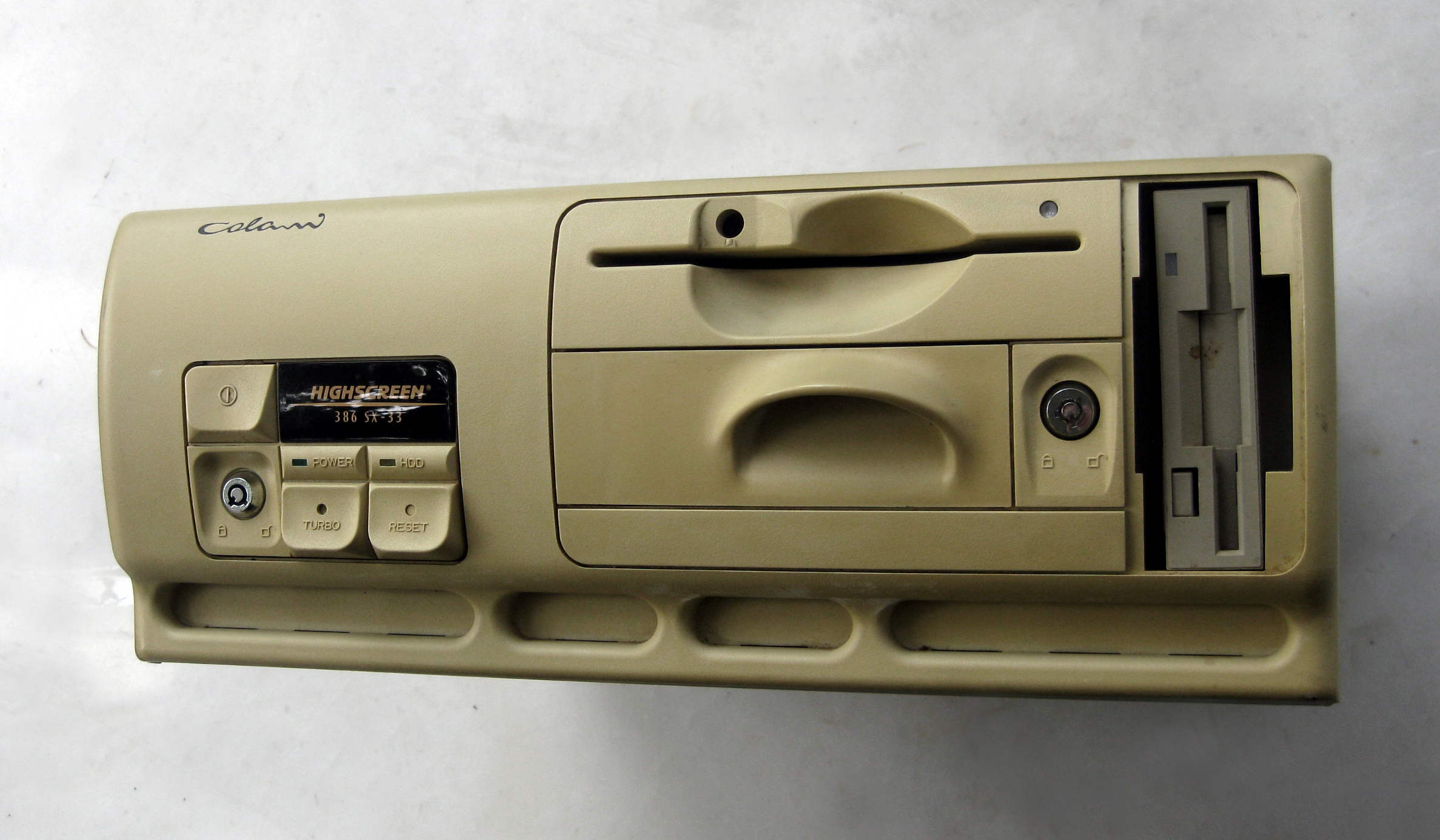
보비스 하이스크린 컴퓨터

- 2002년 스피처-실로 신형 콜라니 트럭

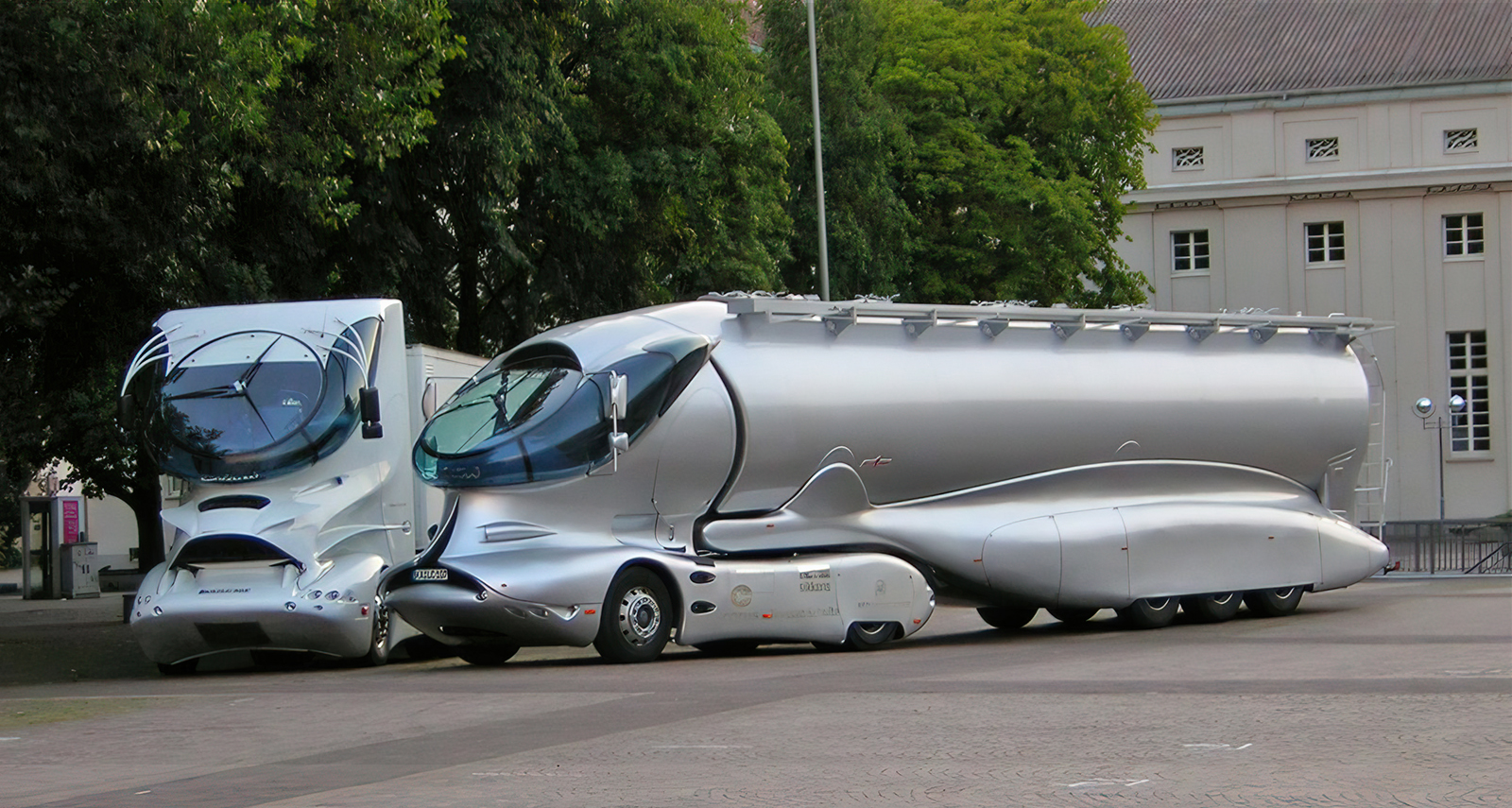
콜라니가 디자인한 트럭
- 2002년 발저 신형 물병
- 2003년 스피드스터 샤크 자동차
- 2003년 독일 함부르크시 경찰 유니폼
- 2004년 독일 한스-하우스가옥
- 2004년 볼보 자동차 보드위의 삶
- 2004년 도자기 선물용품 머그컵

## 이력
- 1943년 알파로메오,BMW에서 디자이너로 활동
- 1944년 베를린 미술학교에서 회화와 조각 학습
- 1948년 파리 소르본 대학교 공기역학 학사
- 1953년 맥도널 더글라스 신소재 프로젝트 그룹 팀장
- 1970년 독일 하르코테성 디자인팀 수석 팀장
- 1984년 일본 최고의 공업 디자이너 선정
- 1995년 상하이 퉁지대학교 명예교수

## 수상[2]
- 1954년 제네바 모터쇼 골든 로즈 어워드(Golden Rose Award) - 피아트 1100
- 1950년대 골든 슈 프라이즈 - 엘리베이터 하이힐(Elevator high heel shoe)
- 1972년 iF 제품 디자인 어워드 - 로젠탈 찻주전자 '낙하(Drop)'
- 1981년 iF 디자인 어워드 - 펠리칸 No.1 펜
- 1983년 바덴뷔템부르크(Baden-Württemberg) 국제 디자인 어워드 - 'Hannen-Alt'맥주잔
- 1985년 일본 굿 디자인 어워드 - Grohe 수도꼭지 컨셉 디자인
- 1986년 골든 카메라 어워드 - 캐논 T-90
- 1986년 일본 굿 디자인 어워드, 1987 iF 제품 디자인 어워드 - Yamagiwa '바이오브레인' 플로어 램프
- 1993년 iF 디자인 어워드 - 트랙볼
- 1994년 올해의 컴퓨터상 - 콜라니 보비스 하이스크린 컴퓨터
- 1996년 iF 디자인 어워드 - 라디에이터 온도계 '유니'
- 1997년 레드닷 어워드 - 볼펜 'FORMA'
- 2000년 Citrix 퓨처 어워드
- 2003년 Rheinland-Pfälzischer Design Prize
- 2004년 iF 실버 어워드
- 2007년 국제 자동차 축제 디자인 그랑프리
- 2007년 파사디나 디자인 아트 센터 대학(ACCD) Design Visionary 어워드
- 2008년 장난감 이노베이션 어워드

## 기타 활동
- 전시회 2005년 콜라니, 일본으로 돌아오다

## 인용구
| “ | 지구는 둥글다. 원래 모든 천체는 둥글다. 천체는 원이나 타원 운동을 한다. 이와 같은 상호간 공전하는 원구의 모델은 똑같은 방법으로 미시 세계에서도 적용된다. 심지어 우리는 에로티시즘과 관련된 생물 세계에서도 이런 것을 볼 수 있다. 왜 우리는 모든것을 각지게 만들려는 사람을 계도해야 하는가? 나는 갈릴레오 갈릴레이의 철학을 실천하는 것이 목표다. 나의 세계는 둥글다 | ” |